# Burhan Qurbani
Burhan Qurbani (né le 15 novembre 1980 à Erkelenz) est un réalisateur de film germano-afghan, d'origine ethnique hazara, dont le film Shahada a été sélectionné lors de la Berlinale 2010.

## Filmographie
- 2007 : Illusion (court métrage)
- 2010 : 20x Brandenburg (documentaire pour la télévision, partie Guerriers sans ennemis.
- 2010 : Shahada
- 2014 : Nous sommes jeunes, nous sommes forts. (Wir sind jung. Wir sind stark.)
- 2020 : Berlin Alexanderplatz
- 2025 : No Beast, so Fierce

## Critique
D'après L'Humanité (26 janvier 2011), Shahada, le premier film de Qurbani est une « œuvre d'apprentissage d'inspiration persane » qui raconte l'histoire de trois jeunes musulmans habitant à Berlin. Après quatre courts-métrages, cet ancien élève de l'Académie du cinéma du Bade-Wurtemberg, obtient d'être sélectionné pour la compétition officielle, alors qu'il s'agit de son film d'études. Ses parents sont arrivés en Allemagne à Noël 1979, juste avant sa naissance et il n'a jamais connu l'Afghanistan. Sa famille est ismaélienne nizârite.

## Prix
- Festival international des jeunes réalisateurs de Saint-Jean-de-Luz 2010 : Chistera du meilleur film pour Shahada
- Festival international du film de Stockholm 2020 : Cheval de Bronze du meilleur film pour Berlin Alexanderplatz[1]